# Držba
Držba (lat. possessio, angl. possession, něm. Besitz) je právní pojem vyjadřující kontrolu, kterou osoba úmyslně vykonává nad věcí, přičemž držitel (posesor) s ní nakládá jako s vlastní. Tím se držba liší od pouhé detence, protože detentor věc pouze ovládá. Držitelem tedy může být především samotný vlastník věci, ale kromě něj i jiná osoba, pokud se chová tak, jakoby jí věc patřila.

## Držba v římském právu
Držba v římském právu (possessio) představuje vztah subjektu k objektu – věci – tvořený dvěma složkami: corpus possessionis a animus possidendi. Držbou se pak rozumí faktická vláda nad věcí, kterou držitel ovládá (corpus possessionis) a má vůli být jejím vlastníkem (animus possidendi).
Držitel (possesor) splňuje oba prvky držby. Pokud však nemá vůli být vlastníkem a věc ovládá pro jiného, jedná se buď o detenci, nebo odvozenou držbu.
Držba může být civilní (possesio civile), která je založená na způsobu uznaném římským civilním právem a může vést k vydržení. Dále se rozlišují držba bezvadná a vadná.

## Držba v českém právu
V Česku je držba definována novým občanským zákoníkem. Zákon definuje držbu tak, že držitelem je ten, kdo vykonává právo pro sebe. Aby mohl být někdo považován za držitele, musí mít nad věcí faktickou moc a musí mít úmysl nakládat s věcí jako s věcí vlastní. Tato situace pravidelně nastává u vlastníka věci, ale držitelem může být i někdo jiný než vlastník. Držitelem může být například osoba, která je v dobré víře, že nabyla vlastnické právo k předmětu, ale ve skutečnosti jej nenabyla z důvodu neplatné smlouvy. Držba však může vzniknout i tomu, kdo věc odcizil. Zákon tak proto rozlišuje různé druhy držby (řádnou, poctivou, pravou a jejich protiklady) a poskytuje jim různou právní ochranu. Zákon zároveň stanoví vyvratitelnou domněnku, že držba je řádná, poctivá a pravá.
Zákon nerozlišuje mezi držbou věci a držbou práva, neboť i držba věci je držbou práva vlastnického. Držet lze však pouze majetkové právo, které lze právním jednáním převést na jiného, a které připouští trvalý nebo opakovaný výkon. Osobní právo není předmětem držby ani vydržení. Zákon však poskytuje ochranu osobě, která vykonává osobní právo v dobré víře, ač jí ve skutečnosti nenáleží, neboť stanoví, že kdo vykonává osobní právo poctivě, je oprávněn své domnělé právo vykonávat a hájit. Tato ochrana se použije, například pokud jsou vykonávána rodičovská práva k cizímu dítěti v důsledku záměny obou dětí ve zdravotnickém zařízení. Zákon dále upravuje ochranu, uchování a zánik držby.

### Řádná držba
Držba je řádná, pokud se zakládá na platném právním důvodu. Kdo se ujme držby bezprostředně, aniž ruší cizí držbu, nebo kdo se ujme držby z vůle předchozího držitele nebo na základě výroku orgánu veřejné moci, je řádným držitelem.

### Poctivá držba
Kdo má z přesvědčivého důvodu za to, že mu náleží právo, které vykonává, je poctivý držitel. Nepoctivě drží ten, kdo ví nebo komu musí být z okolností zjevné, že vykonává právo, které mu nenáleží. Nepoctivost zástupce při nabytí držby nebo při jejím výkonu zástupcem činí držbu nepoctivou. To neplatí, pokud zastoupený zvláštním příkazem daným se zřetelem k této držbě zástupci nařídil, aby se držby ujal nebo aby ji vykonával. Poctivému držiteli náleží stejná práva jako držiteli řádnému.

### Pravá držba
Neprokáže-li se, že se někdo vetřel v držbu svémocně nebo že se v ni vloudil potajmu nebo lstí, anebo že někdo usiluje proměnit v trvalé právo to, co mu bylo povoleno jen výprosou, jde o pravou držbu.

### Držba vlastnického práva
Poctivý držitel smí v mezích právního řádu věc držet a užívat ji, ba ji i zničit nebo s ní i jinak nakládat, a není z toho nikomu odpovědný. Poctivému držiteli náležejí všechny plody věci, jakmile se oddělí. Jeho jsou také všechny již vybrané užitky, které za držby dospěly. Nepoctivý držitel vydá veškerý užitek, kterého držbou nabyl, a nahradí ten, který by získala zkrácená osoba, jakož i všechnu škodu, která vzešla z jeho držby.

### Ochrana, uchování a zánik držby
Držbu není nikdo oprávněn svémocně rušit. Kdo byl v držbě rušen, může se domáhat, aby se rušitel rušení zdržel a vše uvedl v předešlý stav. Držitel se smí svémocnému rušení vzepřít a věci, jež mu byla odňata, při rušebním činu znovu zmocnit, nepřekročí-li přitom meze nutné obrany. Držba zaniká, vzdá-li se jí držitel, nebo ztratí-li trvale možnost vykonávat obsah práva, které dosud vykonával. Držba rovněž zaniká, je-li z ní držitel vypuzen a neuchová si ji svépomocí nebo žalobou. Nevykonává-li držitel držbu, držba tím nezaniká. Ani smrt držitele nebo jeho zánik nepůsobí zánik držby.
Řízení o žalobě z rušené držby je upraveno v § 176 až 180 občanského soudního řádu.